# Werkanalyse
Die Werkanalyse ist eine musikwissenschaftliche Disziplin, Kompositionen intellektuell zu verstehen. Hierzu wird das Werk auf bestimmte Kriterien hin untersucht. Die Festlegung von Formmodellen  und die Entwicklung von Theoriesystemen sollen dabei helfen, ein Werk zu verstehen.

## Begriffserklärung
Werkanalyse meint die vorrangig intellektuelle (abwägende, zählende, vergleichende, einordnende, erklärende und erhellende) Annäherung an ein Musikwerk. Grundlage für eine Analyse ist zumeist der Notentext, seltener (und dann eher pädagogisch motiviert) eine „Höranalyse“.
Dem ursprünglichen Wortsinn von Analyse folgend ist mit einer Werkanalyse meist auch die Zergliederung der Komposition in größere oder kleinere Abschnitte gemeint. Dies beinhaltet das Aufdecken seiner Strukturen und ihrer Bestandteile, was bis auf die Ebene von kleinsten Elementen, Motiven, herabreichen kann. Spätestens im 20. Jahrhundert wird aber an Analysen die Forderung gestellt, das Zergliederte wieder zusammenzusetzen, Beziehungen, Entwicklungen, Sinnzusammenhänge aufzudecken, die Gestalten und Gestaltungsformen in einem Musikwerk zu benennen und ihre Wirkung zu erklären.
Kann Werkanalyse insofern tendenziell werkimmanent vorgehen, ist jedoch zumeist eine über das Einzelwerk hinausgehende Perspektive gefordert. Oft kann die Individualität einer Komposition vor dem Hintergrund von Gattungskonventionen oder etablierten Formmodellen betrachtet werden, wie sie die Formenlehre beschreibt. Existieren solche Modelle nicht, z. B. bei avancierter Neuer Musik, so erfolgt Werkanalyse (cum grano salis) voraussetzungslos. Doch selbst dann können Relikte von Traditionen, Anklänge an überkommene Modelle und Konventionen entdeckt und in den analytischen Erkenntnisprozess eingebracht werden.

## Methoden und Ziele von Werkanalyse
Die Werkzeuge für die Werkanalyse werden zum Teil von der Musiktheorie (Harmonielehre, Kontrapunkt, Formenlehre) bereitgestellt; zum Teil von der historischen und auch systematischen Musikwissenschaft. Die Kenntnis historischer Theoriesysteme kann dabei den analytischen Zugang bereichern. Insbesondere bei textgebundener Musik ergeben sich aber auch Überschneidungen mit Nachbardisziplinen der Kulturwissenschaften.
Analyse darf nicht als Verbalisierung von Notentext missverstanden werden. Auch die Chiffrierung eines Notentextes anhand der Systeme der Harmonielehre allein ist noch kein Akt der Analyse. Selbst die Aufdeckung von „Schichten“ im Sinne der Lehre Heinrich Schenkers könnte, obwohl gerade für die Darstellung von Zusammenhängen entwickelt, bei unreflektierter Anwendung zu einer bloßen Transferierung von Notentext in ein Chiffrierschema verkommen.
Die Ergebnisse einer musikalischen Analyse sind von den verwendeten Analysewerkzeugen ebenso abhängig wie vom Erkenntnisinteresse desjenigen, der sie betreibt. Oft wurden Werkanalysen zur Exemplifizierung von Regeln der Satzlehre verwendet. Zu diesem Zweck untersuchte bereits 1477 Johannes Tinctoris in einem Kontrapunkttraktat (Liber de arte contrapuncti) zeitgenössische Werke. Im 19. Jahrhundert traten (teilweise deutlich inhaltsästhetisch geprägte) Analysen in den Dienst einer an das Konzertpublikum gerichteten Werkinterpretation. Ein bekanntes Beispiel dafür ist E. T. A. Hoffmanns Rezension von Beethovens 5. Symphonie. Im 20. Jahrhundert wurde die Werkanalyse zu einer zentralen Disziplin in der Kompositionsausbildung, etwa im Unterricht Arnold Schönbergs. Weil nach 1945 in der Musikpädagogik zunehmend eine Orientierung des allgemeinbildenden Musikunterrichts am musikalischen Kunstwerk erfolgte, wurde es für Musiklehrer unabdingbar, zu selbständiger Werkanalyse befähigt zu sein.
Schließlich ist ein analytisch-reflektierender Zugang im Sinne eines genauen Kennenlernens einer Partitur Voraussetzung für eine verantwortete Interpretation eines Werkes durch ausübende Künstler. Schon das Memorieren des Notentextes erfordert ein gedankliches Zergliedern und Zusammensetzen.
Seit Mitte des 20. Jahrhunderts bemühen sich in Deutschland Musiktheoretiker, allen voran Diether de la Motte und Clemens Kühn, um eine Systematisierung der Methoden der Werkanalyse und die Entwicklung von Konzepten zur Vermittlung dieser Disziplin innerhalb der Musikausbildung. Die laienorientierte Aufarbeitung von Musikwerken durch angemessene Formen der Werkanalyse ist ein Forschungsgebiet innerhalb der Musikpädagogik.